# Juli 2012
Portal Geschichte | Portal Biografien | Aktuelle Ereignisse | Jahreskalender | Tagesartikel

◄ |
20. Jahrhundert |
21. Jahrhundert

◄ |
1980er |
1990er |
2000er |
2010er
| 2020er | 2030er | 2040er

◄ |
2008 |
2009 |
2010 |
2011 |
2012
| 2013 | 2014 | 2015 | 2016 | ►

◄ |
April 2012 |
Mai 2012 |
Juni 2012 |
Juli 2012 |
August 2012 |
September 2012 |
Oktober 2012 |
►
Dieser Artikel behandelt tagesbezogene Nachrichten und Ereignisse im Juli 2012.

## Tagesgeschehen

### Sonntag, 1. Juli 2012

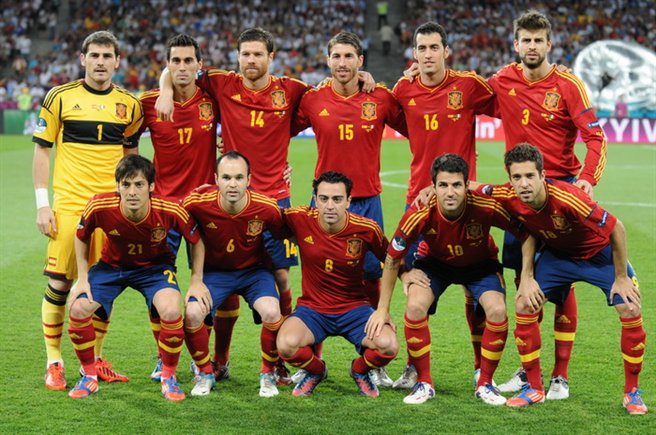
Spanische Startelf im Endspiel der Fußball-EM

- Dakar/Senegal: Wahlen zur Nationalversammlung[1]
- Genf/Schweiz: Der Schweizer Peter Maurer übernimmt das Amt des Präsidenten des Internationalen Komitees vom Roten Kreuz von seinem Landsmann Jakob Kellenberger.[2]
- Helsinki/Finnland: Ende der 21. Leichtathletik-Europameisterschaften.[3]
- Kiew/Ukraine: Mit einem 4:0-Sieg im Finale über Italien verteidigt die spanische Fußballnationalmannschaft der Herren ihren Europameistertitel.[4]
- Mexiko-Stadt/Mexiko: Bei den Präsidentschafts- und Parlamentswahlen wird Enrique Peña Nieto zum Präsidenten gewählt.[5]
- Nikosia/Zypern: Das Land übernimmt von Dänemark für sechs Monate die Ratspräsidentschaft der Europäischen Union.[6]
- Sèvres/Frankreich: Das Internationale Büro für Maß und Gewicht fügt um 1.59 Uhr und 59 s Mitteleuropäischer Sommerzeit eine Schaltsekunde in die Koordinierte Weltzeit (UTC) ein. Störende Einflüsse auf Erdbahn und -rotation ohne UTC-Korrektur hätten zur Folge, dass sich die Erde nach 90 Jahren erst mit 60 s Verzögerung an der Stelle einer kompletten jährlichen Sonnenumrundung befände.[7]

### Montag, 2. Juli 2012
- Köln/Deutschland: Nach Fehlern im Zusammenhang mit den Ermittlungen zur Terrorgruppe Nationalsozialistischer Untergrund tritt der Präsident des Bundesamtes für Verfassungsschutz, Heinz Fromm, zurück.[8]
- Vatikanstadt: Papst Benedikt ernennt Gerhard Ludwig Müller zum Präfekten der Kongregation für die Glaubenslehre sowie zum Präsidenten der Päpstlichen Kommission Ecclesia Dei, der Päpstlichen Bibelkommission und der Internationalen Theologenkommission.[9]

### Dienstag, 3. Juli 2012

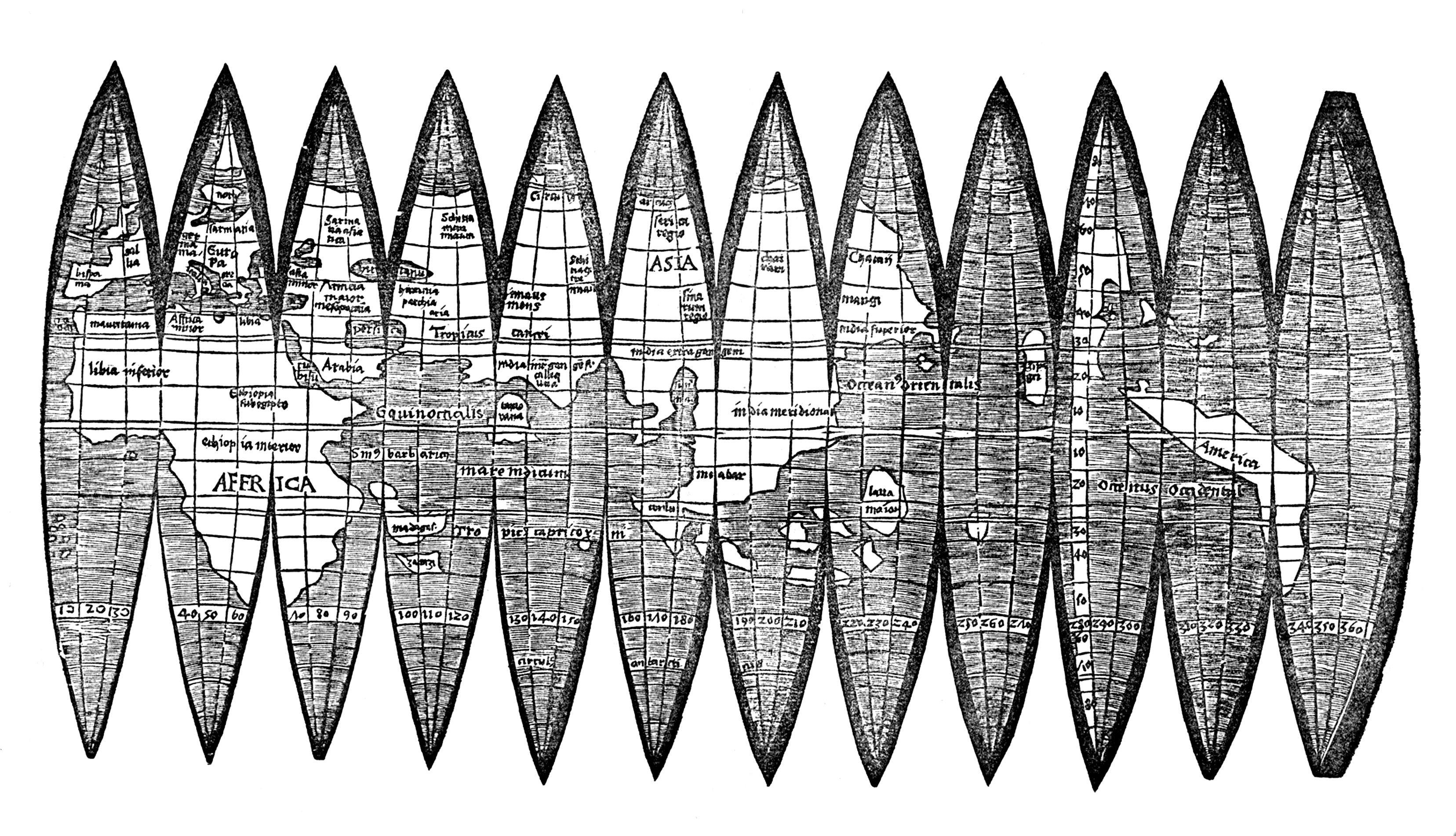
Die Erdglobus-Segmentkarte von 1507

- Erfurt/Deutschland: Nach Fehlern im Zusammenhang mit den Ermittlungen zur Terrorgruppe Nationalsozialistischer Untergrund wird Thüringens Verfassungsschutz-Präsident Thomas Sippel in den einstweiligen Ruhestand versetzt.[10]
- London / Vereinigtes Königreich: Nach Bekanntwerden der jahrelangen Manipulation der Referenzzinssätze Libor und Euribor treten der Vorstandschef der Barclays-Bank Bob Diamond und der COO Jerry del Missier mit sofortiger Wirkung zurück. Am Vortag kündigte bereits Marcus Agius seinen Rückzug vom Chefposten des Verwaltungsrats an.[11]
- München/Deutschland: Die Universitätsbibliothek der Ludwig-Maximilians-Universität gibt die Entdeckung einer seltenen Globussegmentkarte von Martin Waldseemüller aus dem Jahr 1507 bekannt.[12]

### Mittwoch, 4. Juli 2012
- Genf/Schweiz: Wissenschaftler des europäischen Kernforschungszentrums CERN geben die Entdeckung eines neuen Elementarteilchens bekannt, bei dem es sich um das Higgs-Boson handeln könnte. Damit wäre das letzte im Standardmodell der Teilchenphysik vorhergesagte Elementarteilchen experimentell nachgewiesen.[13]
- São Paulo/Brasilien: Mit einem 2:0-Sieg im Rückspiel gegen den argentinischen Fußballklub Boca Juniors gewinnt Corinthians São Paulo zum ersten Mal die Copa Libertadores.[14]
- Straßburg/Frankreich: Das Europäische Parlament lehnt das umstrittene internationale Handelsabkommen ACTA, mit dem unter anderem Produktfälschungen und Internetpiraterie bekämpft werden sollten, mit großer Mehrheit ab.[15]

### Donnerstag, 5. Juli 2012

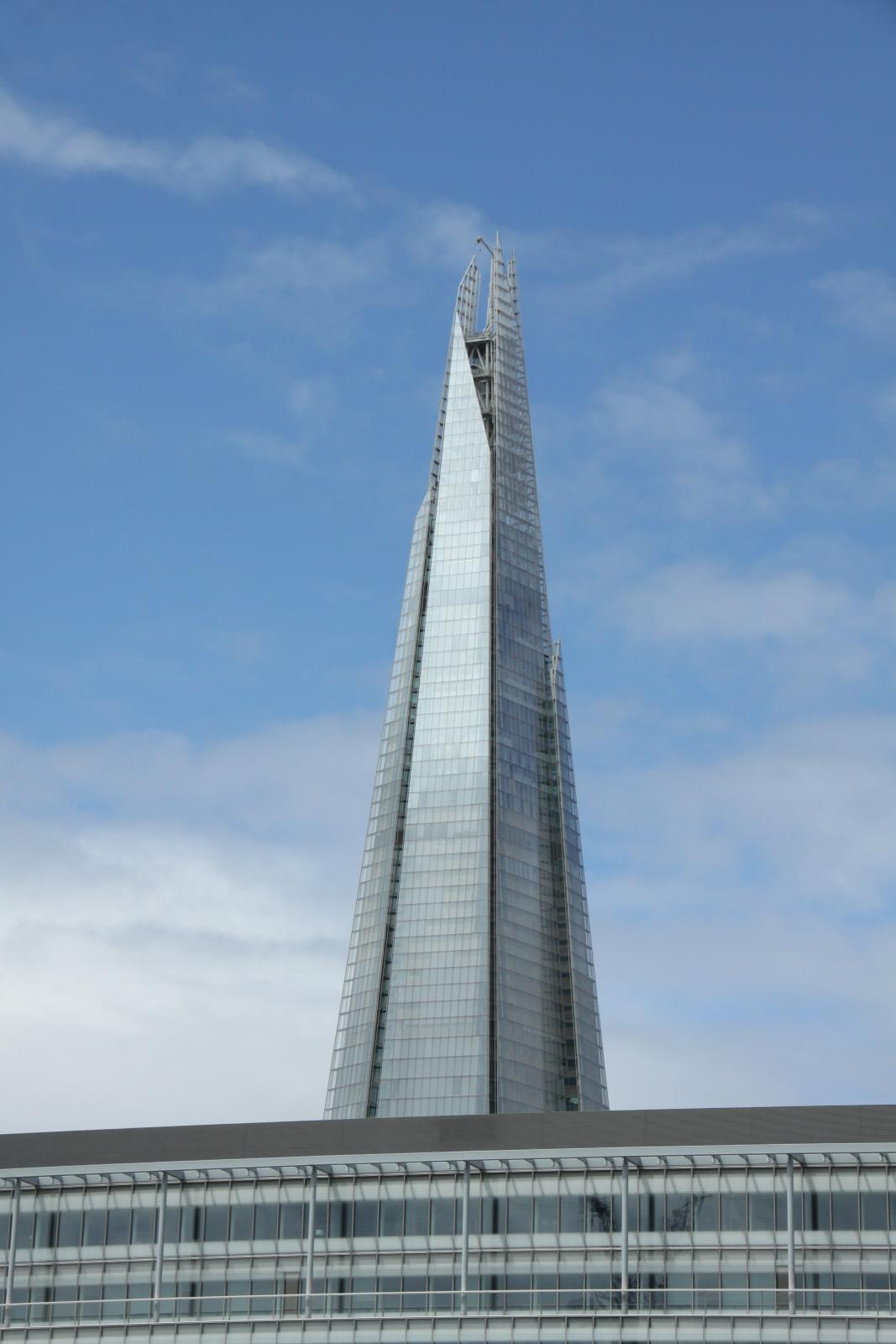
The Shard

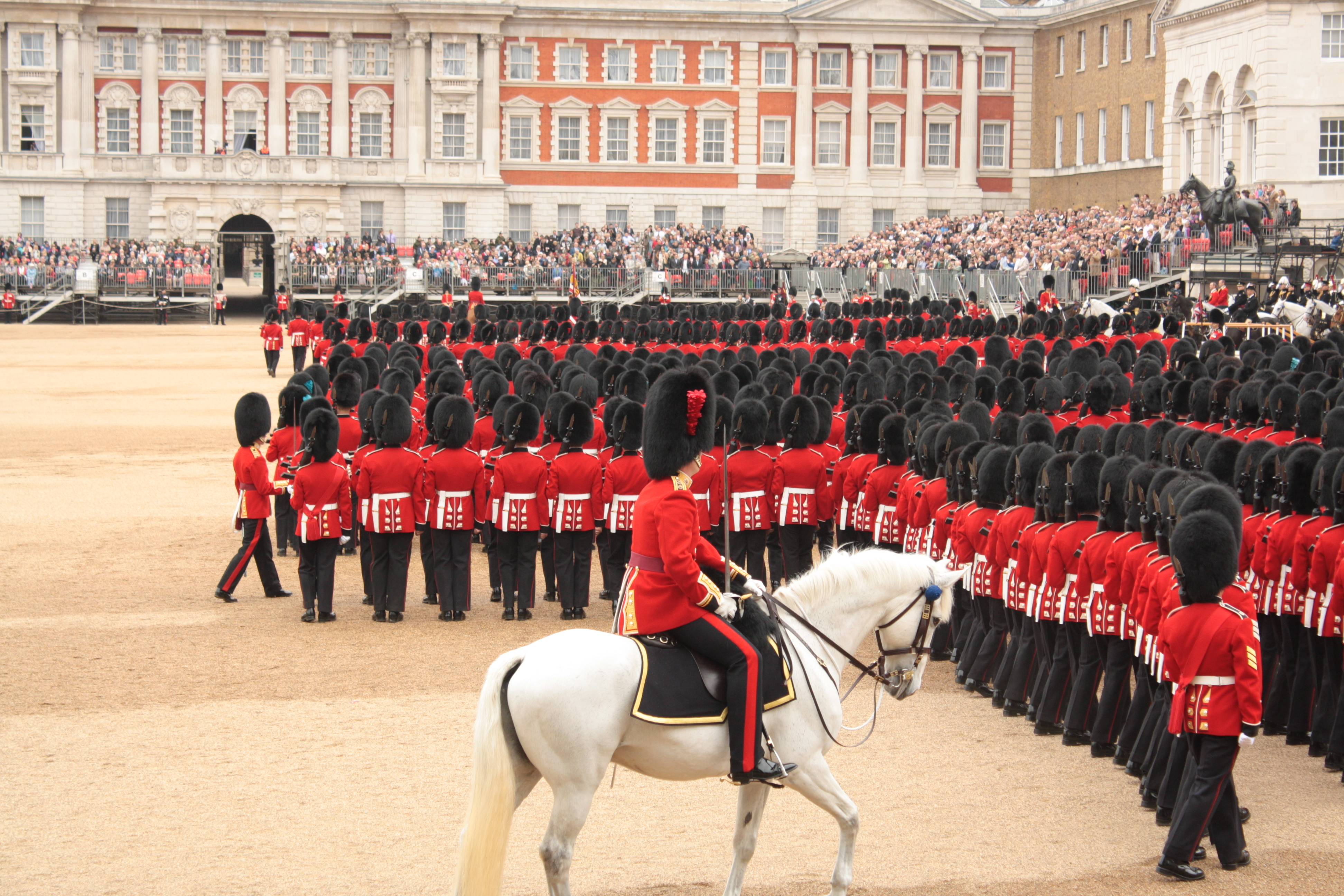
Die Horse Guards ehren die Queen

- Buenos Aires/Argentinien: Jorge Rafael Videla, Reynaldo Bignone und vier weitere ranghohe Offiziere der Militärdiktatur (1976–1983) werden für den vielfach verübten Kindesraub an inhaftierten Regimegegnern zu mehrjährigen Haftstrafen verurteilt.[16]
- Frankfurt am Main/Deutschland: 160 deutsche Ökonomen veröffentlichen in der deutschen Zeitung FAZ einen Aufruf zur Verhinderung einer Bankenunion.[17]
- Kourou/Französisch-Guayana: Mit MSG-3 wird einer der bis dahin weltweit modernsten Wettersatelliten durch die Trägerrakete Ariane 5 vom Weltraumbahnhof ins All gebracht.[18]
- London / Vereinigtes Königreich: Mit The Shard wird der bis dahin höchste Wolkenkratzer Europas eingeweiht.[19]
- London / Vereinigtes Königreich: Das diamantene Thronjubiläum von Königin Elisabeth II. wird nach den Vorstellungen ihres Sohns Charles begangen, der eine Hofparade im Buckingham Palace und eine Bootsparade auf der Themse organisieren lässt.[20]
- Mailand/Italien: Italienische Experten geben bekannt, dass sie im Castello Sforzesco in Mailand in einer Werkesammlung von Schülern des Malers Simone Peterzano rund hundert frühe Zeichnungen und Gemälde, die sie Caravaggio zuschreiben, entdeckt haben. Caravaggio soll sie angefertigt haben, als er zwischen 1584 und 1588 bei Peterzano Unterricht nahm.[21]
- Paris/Frankreich: Der Abschlussbericht zur Unfalluntersuchung des 2009 abgestürzten Air-France-Fluges 447 wird veröffentlicht.[22]
- Reykjavík/Island: Unter dem Titel „Syria Files“ beginnt die Enthüllungsplattform WikiLeaks damit, mehr als zwei Millionen E-Mails von syrischen Politikern, Ministerien und Unternehmen im Internet zu veröffentlichen.[23]

### Freitag, 6. Juli 2012

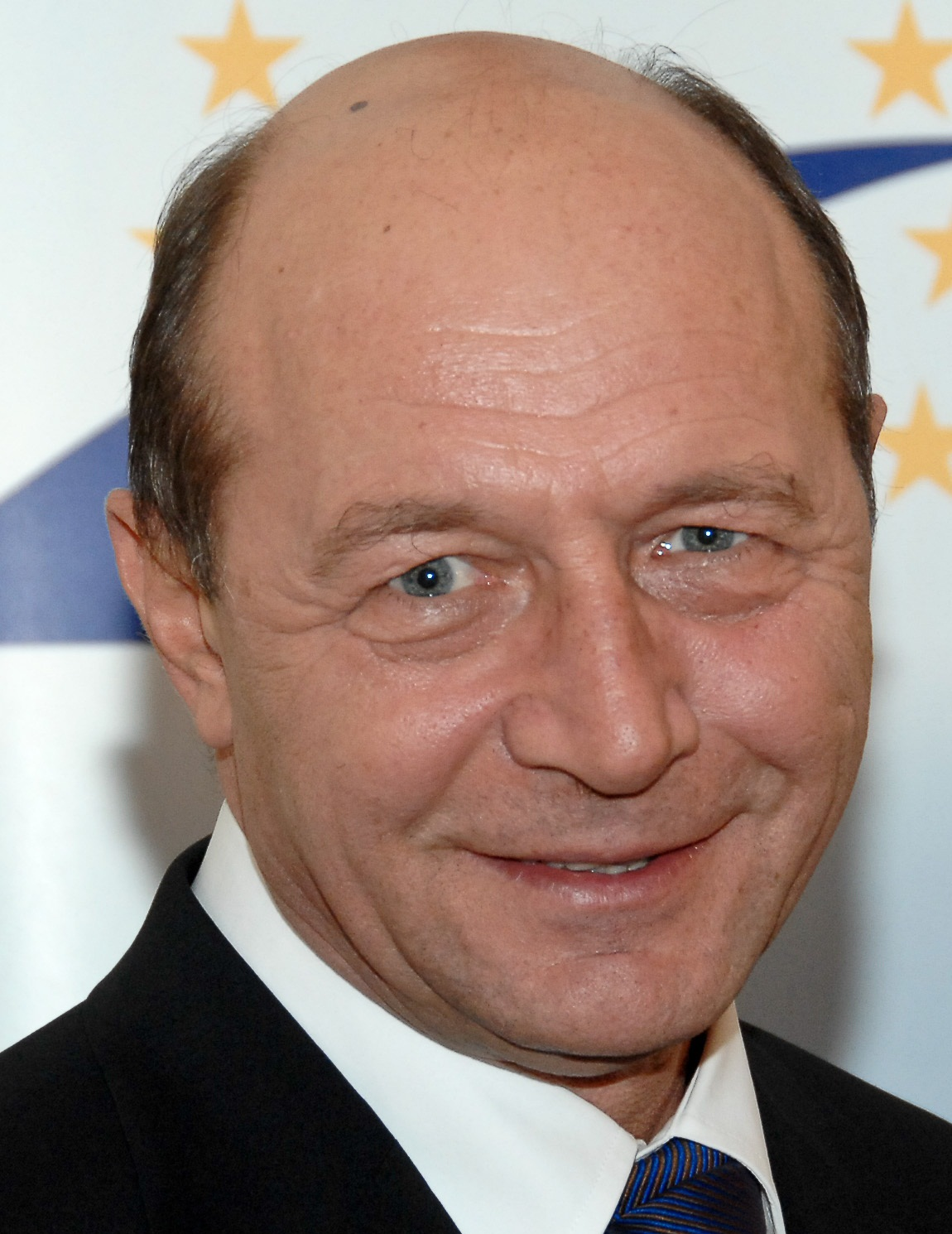
Traian Băsescu (2008)

- Bukarest/Rumänien: Das Parlament suspendiert Staatspräsident Traian Băsescu und beschließt die Einleitung eines Amtsenthebungsverfahrens gegen ihn.[24]
- Stuttgart/Deutschland: Das Oberlandesgericht Stuttgart befindet die frühere RAF-Terroristin Verena Becker der Beihilfe zum Mordanschlag auf Generalbundesanwalt Siegfried Buback und zwei seiner Begleiter im Jahr 1977 für schuldig.[25]
- Zürich/Schweiz: Die FIFA erlaubt Torlinientechnik, die Fehlentscheidungen zukünftig entgegenwirken soll. Die Technik ist aber nicht zu verwechseln mit dem Videobeweis.[26]

### Samstag, 7. Juli 2012
- Bern/Schweiz: Wladimir Klitschko besiegt den US-amerikanischen Boxer Tony Thompson in der sechsten Runde durch technisches K.O.[27]
- Dili/Osttimor: Parlamentswahlen in Osttimor 2012.[28]
- London / Vereinigtes Königreich: Die US-amerikanische Tennisspielerin Serena Williams gewinnt zum fünften Mal das Damenfinale von Wimbledon.[29]
- Tripolis/Libyen: Wahl zur Verfassunggebenden Versammlung[30]

### Sonntag, 8. Juli 2012
- Frankfurt am Main/Deutschland: Der Belgier Marino Vanhoenacker und die Schweizerin Caroline Steffen gewinnen den 11. Ironman Germany.[31]
- Klagenfurt/Österreich: Die aus Russland stammende Autorin Olga Martynowa wird für ihren Text Ich werde sagen: ‚Hi!‘ mit dem Ingeborg-Bachmann-Preis 2012 ausgezeichnet.[32]
- London / Vereinigtes Königreich: Der Schweizer Tennisspieler Roger Federer gewinnt zum siebten Mal das Finale im Herren-Einzel der Wimbledon Championships und stellt damit den Rekord von William Renshaw und Pete Sampras ein.[33]

### Dienstag, 10. Juli 2012
- Den Haag/Niederlande: Der Internationale Strafgerichtshof in Den Haag hat den früheren kongolesischen Rebellenführer Thomas Lubanga wegen der erzwungenen Rekrutierung von Kindersoldaten zu 14 Jahren Haft verurteilt.[34]
- Tel Aviv/Israel: Ein Gericht in Tel Aviv hat den ehemaligen israelischen Ministerpräsidenten Ehud Olmert der Korruption für schuldig befunden.[35]

### Mittwoch, 11. Juli 2012

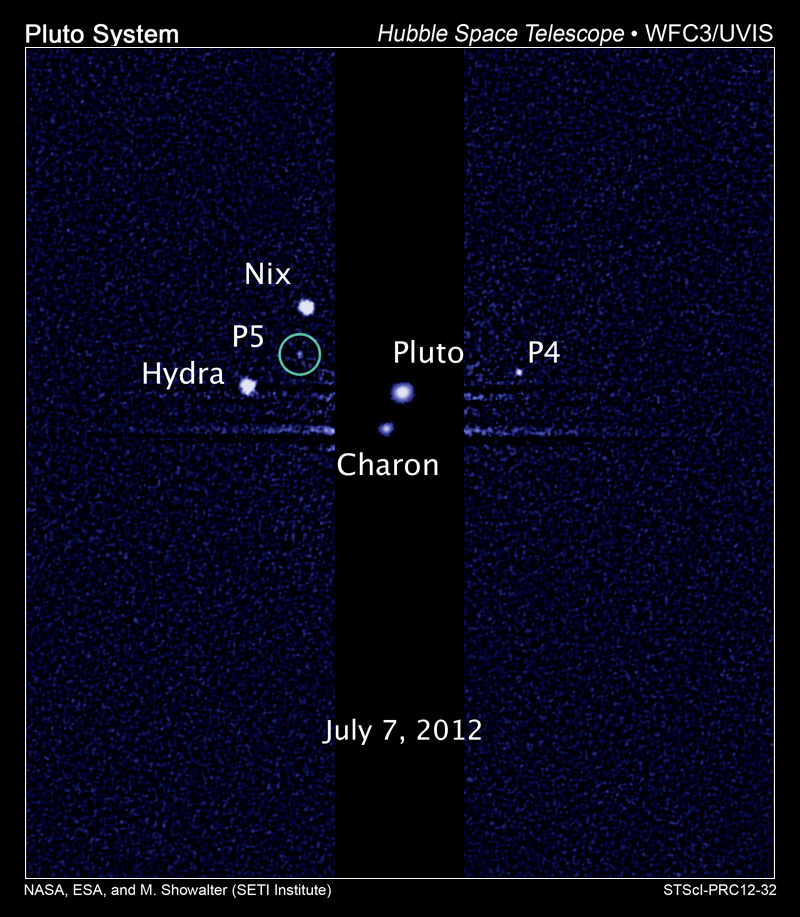
Pluto-Mond Styx

- Baltimore / Vereinigte Staaten: Das Hubble-Weltraumteleskop spürt den fünften Mond des Pluto auf.[36]

### Donnerstag, 12. Juli 2012
- Rüsselsheim/Deutschland: Der Vorstandschef des Automobilherstellers Opel Karl-Friedrich Stracke kündigt seinen Rücktritt an. Sein Nachfolger wird Stephen Girsky.[37]
- Zürich/Schweiz: In der Öffentlichkeit wird bekannt, dass gegen tausende von Deutschen, die Kunden bei der Credit Suisse sind, strafrechtliche Ermittlungen laufen und Hausdurchsuchungen stattfinden.[38]

### Sonntag, 15. Juli 2012
- Brazzaville/Republik Kongo: Die Parlamentswahlen in Republik Kongo 2012 finden statt.[39]

### Montag, 16. Juli 2012
- Addis Abeba/Äthiopien: Die südafrikanische Innenministerin Nkosazana Dlamini-Zuma hat als erste Frau den Kommissionsvorsitz der Afrikanischen Union übernommen.[40]
- Pjöngjang/Nordkorea: Machthaber Kim Jong-un entlässt den Stabschef der nordkoreanischen Armee, Ri Yong-ho, aus Krankheitsgründen.[41][42][43]

### Dienstag, 17. Juli 2012
- London / Vereinigtes Königreich: Die britische Grossbank HSBC soll über Jahre Geldwäsche aus Ländern wie Mexiko, Iran und Saudi-Arabien unterstützt haben. Dies wird in Anhörungen durch den US-amerikanischen Senat in der medialen Öffentlichkeit bekannt.[44]
- Scarborough/Kanada: Bei einem Amoklauf werden zwei Menschen getötet und 24 weitere schwer verletzt.[45]
- Unguja/Tansania: Beim Unglück einer Fähre von Daressalam auf dem Weg nach Sansibar sterben 31 Menschen.[46]

### Mittwoch, 18. Juli 2012
- Burgas/Bulgarien: Bei einem Anschlag auf israelische Touristen auf dem Flughafen Burgas werden 8 Menschen getötet und bis zu 32 schwer verletzt.[47]
- Damaskus/Syrien: Bei einem Selbstmordanschlag sterben mehrere syrische Regierungsmitglieder, unter anderem auch der syrische Verteidigungsminister Daud Radscha sowie der Schwager von Baschar al-Assad, der Syrer Assef Schawkat.[48]
- Frankfurt am Main/Deutschland: Das Versandhandelsunternehmen Neckermann stellt Insolvenzantrag.[49]
- Karlsruhe/Deutschland: Das Bundesverfassungsgericht in Karlsruhe urteilte, dass die bisher gezahlten Leistungen nach § 3 Asylbewerberleistungsgesetz in den ersten zwei Jahren des Aufenthaltes in Deutschland zu niedrig seien und gegen das Grundrecht auf Gewährleistung eines menschenwürdigen Existenzminimums verstoßen.[50][51]

### Donnerstag, 19. Juli 2012

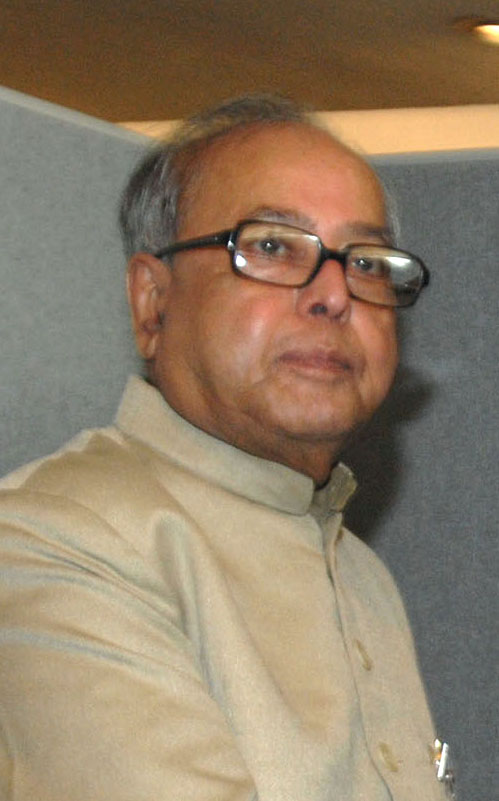
Pranab Mukherjee

- Berlin/Deutschland: Der Deutsche Bundestag bewilligt mit den Stimmen von CDU/CSU, FDP, SPD und Grünen 100 Milliarden Euro als Hilfe für die spanischen Banken.[52]
- Neu-Delhi/Indien: Pranab Mukherjee gewinnt die Präsidentschaftswahl.[53]

### Freitag, 20. Juli 2012
- Adenau/Deutschland: Der Nürburgring steht vor der Insolvenz.[54]
- Aurora / Vereinigte Staaten: Bei der Premiere des Films The Dark Knight Rises ereignet sich eine Schießerei. Zwölf Menschen sterben, mindestens 38 weitere werden zum Teil schwer verletzt.[55]

### Sonntag, 22. Juli 2012

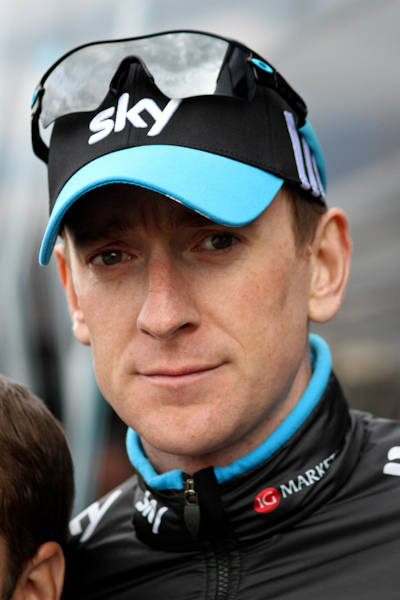
Bradley Wiggins

- Paris/Frankreich: Bradley Wiggins gewinnt die 99. Tour de France.[56]
- Washington, D.C. / Vereinigte Staaten: Der Internationale Währungsfonds gibt bekannt, dass weitere finanzielle Hilfen vom IWF für Griechenland nicht mehr mitgetragen werden.[57]

### Montag, 23. Juli 2012
- Assam/Indien: Bei Auseinandersetzungen zwischen Hindus und Moslems in Assam sterben mindestens 19 Menschen und rund 50.000 Menschen fliehen aus ihren Häusern.[58]
- Bagdad/Irak: Bei Bombenanschlägen in Irak sterben 107 Menschen.[59]

### Mittwoch, 25. Juli 2012
- Karlsruhe/Deutschland: Das Bundesverfassungsgericht erklärt Regelungen zu den Überhangmandaten im Bundestagswahlrecht für verfassungswidrig.[60]
- London/Großbritannien: Start der Olympischen Sommerspiele 2012 mit dem Frauenfußballturnier der Spiele.[61]

### Freitag, 27. Juli 2012

Logo der Olympischen Sommerspiele

- London / Vereinigtes Königreich: Eröffnung der Olympischen Sommerspiele.[62]
- Belgrad/Serbien: Der SPS-Politiker Ivica Dačić, früherer Informationsminister in der Regierung von Slobodan Milošević, ist zum neuen Ministerpräsidenten Serbiens gewählt worden.[63]

### Samstag, 28. Juli 2012
- Aleppo/Syrien: Die syrische Regierung greift die oppositionellen Aufständischen in deren Hochburg in Aleppo an.[64]

### Sonntag, 29. Juli 2012
- Bukarest/Rumänien: Volksabstimmung zur Amtsenthebungsverfahren gegen Staatspräsident Traian Băsescu.[65]
- Köln/Deutschland: Zum ersten Mal in der 27-jährigen Sendegeschichte der Lindenstraße entfallen Folgen. Wegen der Olympischen Spiele wird die eigentlich wöchentliche Serie am 29. Juli und am 12. August nicht gesendet.[66]

### Montag, 30. Juli 2012
- Berlin/Deutschland: Der deutsche Innenminister Hans-Peter Friedrich versetzt Matthias Seeger, Präsident des Bundespolizeipräsidiums, ohne Angabe von Gründen in den einstweiligen Ruhestand.[67]

### Dienstag, 31. Juli 2012
- Caracas/Venezuela: Venezuela wird Vollmitglied im Mercosur.[68]
- Neu-Delhi/Indien: In weiten Teilen des nördlichen Indien fällt der Strom aus.[69]